# Un duel comique
Un duel comique è un cortometraggio del 1901 diretto da Ferdinand Zecca.